# (33710) 1999 LC14
1999 LC14 (asteroide 33710) é um asteroide da cintura principal. Possui uma excentricidade de 0.07066280 e uma inclinação de 14.19008º.
Este asteroide foi descoberto no dia 9 de junho de 1999 por LINEAR em Socorro.